# 圣诞堂 (安庆)
圣诞堂，为位于中国安徽省安庆市的一座中国式教堂，由美国圣公会兴建于1912年，位于城东北百花亭，青砖砌筑，飞檐翘角，面积280平方米。它原名成仁堂，为培媛女中的专用礼拜堂。1928年，女中迁往大二郎巷，此堂关闭。1938年，因有大批难民涌入同仁医院，教会重修该堂，在圣诞节前开放，因此改名为圣诞堂。1963年该堂被关闭，由工厂占用，1984年复堂。1991年列为安庆市文物保护单位。1995年扩建后，可容纳1000名信徒。